# Huang Bowen
Huang Bowen (Changsha, 13 de julho de 1987) é um futebolista chinês que atua como meia. Atualmente, joga pelo Beijing Guoan.

## Carreira
Huang Bowen representou a Seleção Chinesa de Futebol na Copa da Ásia de 2011.

## Títulos
Beijing Guoan
- Super Liga Chinesa: 2009

Jeonbuk Hyundai Motors
- K-League: 2011

Guangzhou Evergrande
- Super Liga Chinesa: 2012, 2013, 2014, 2015, 2016
- Liga dos Campeões da AFC: 2013, 2015
- Copa da China: 2012, 2016
- Supercopa da China: 2016

Seleção Chinesa
- Copa do Leste Asiático: 2010

### Prêmios Individuais
- Revelação da Super Liga Chinesa: 2008
- Seleção da Super Liga Chinesa: 2015
- Time dos Sonhos da Liga dos Campeões da AFC: 2015